# Фроловська (Красноборський район)
Фроловська (рос. Фроловская) — присілок в Красноборському районі Архангельської області Російської Федерації.
Населення становить 441 особу. Входить до складу муніципального утворення Алексєєвське сільське поселення.

## Історія
Від 2004 року входить до складу муніципального утворення Алексєєвське сільське поселення.

## Населення
| 2002 | 2010 |
| ---- | ---- |
| 500  | ↘441 |